# Blauwoogkaketoe
De blauwoogkaketoe (Cacatua ophthalmica) is een vogel uit de familie Cacatuidae (kaketoes). De vogel werd in 1864 door  Philip Lutley Sclater geldig beschreven. Het is een door habitatverlies (ontbossing) kwetsbaar geworden endemische vogelsoort vogelsoort op het eiland Nieuw-Brittannië (Papoea-Nieuw-Guinea). 

## Kenmerken
De vogel is 44 tot 50 cm lang, het is een grote, voornamelijk witte kaketoe met een opzetbare gele en witte kuif, een zwarte snavel, donker grijze poten, en een lichtblauwe rand rond de ogen. Aan deze laatste uiterlijke kenmerk heeft de vogel zijn naam te danken.
Beide geslachten lijken erg op elkaar. Sommige mannetjes hebben een donkerbruine iris en sommige vrouwtjes hebben een roodachtig bruine iris, maar dit kleine verschil kan niet altijd betrouwbaar zijn als een geslachtsindicator. De vogel kan worden verward met de kleine geelkuifkaketoe en de grote geelkuifkaketoe, maar heeft een meer afgeronde kuif met meer wit naar het voorste deel, en een helderder blauwe oog-ring.

## Verspreiding, leefgebied  en gedrag
De blauwoogkaketoe is endemisch op het eiland Nieuw-Brittannië, ten noordoosten van het vasteland van Nieuw-Guinea (het land Papoea-Nieuw-Guinea). De vogel wordt aangetroffen in primaire en secondaire regenwouden tot op een hoogte van ongeveer 1000 meter, met een voorkeur voor regenwoud in laagland. 
Het voedsel van de blauwoogkaketoe is voornamelijk vegetarisch en bestaat uit vruchten, bessen, zaden en noten. Het dieet wordt af en toe aangevuld met kleinere insecten en larven. Over het sociale gedrag van de vogels is nog niet zoveel bekend. De vogels worden het meest waargenomen tijdens hun vlucht welke varieert van het actief vliegen tot zweefvliegen. Men vermoedt dat de dieren voornamelijk leven in paren tot in groepen van maximaal 20 exemplaren. Over de voortplanting is vooralsnog geen informatie voorhanden.

## Status
De blauwoogkaketoe heeft een beperkt verspreidingsgebied en daardoor is de kans op uitsterven aanwezig. De grootte van de populatie werd in 2017 door BirdLife International ruw geschat op tienduizend volwassen individuen. De populatie-aantallen nemen af door habitatverlies De leefgebieden worden aangetast door ontbossing waarbij natuurlijk bos, vooral in laagland gelegen bos, wordt omgezet in gebied voor agrarisch gebruik zoals de aanleg van oliepalmplantages, maar ook door zwerflandbouw en de bouw van menselijke nederzettingen. Om deze redenen staat deze soort als kwetsbaar op de Rode Lijst van de IUCN.
Er gelden wettelijke beperkingen voor de handel in deze kaketoe, want de soort staat in de Bijlage II van het CITES-verdrag.

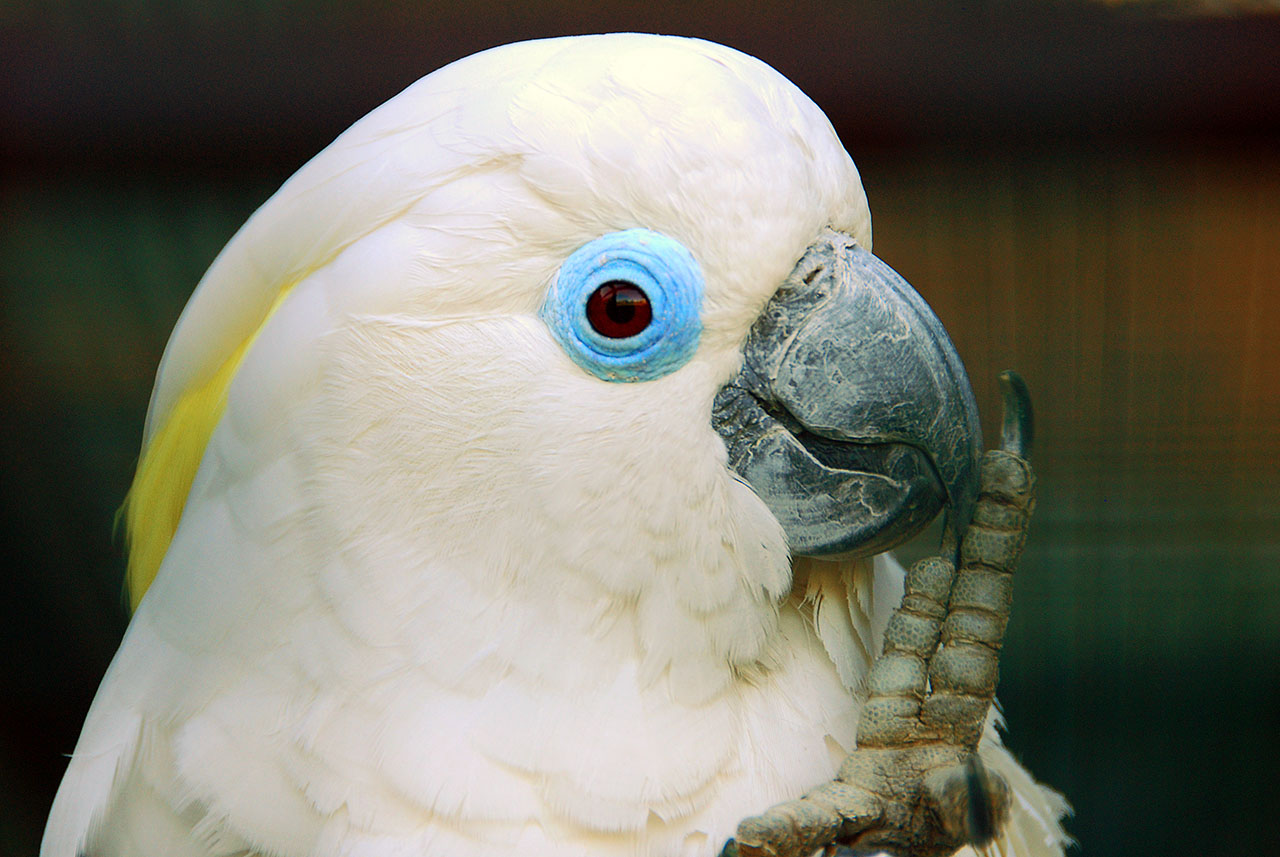
Cacatua ophthalmica in Vogelpark Walsrode